# فريد فينسون (كرة سلة)
فريد فينسون (بالإنجليزية: Fred Vinson)‏ مواليد 28 يناير 1971 في مورفريسبورو، هو مدرب كرة سلة أمريكي ولاعب معتزل. بدأ مسيرته الاحترافية في سنة 1994. وهو مدرب مساعد لفريق نيو أورلينز بيليكانز في الرابطة الوطنية لكرة السلة. يبلغ طوله 6 قدم 4 بوصة (1.9 م). اعتزل اللعب في 2007. لعب مع أتلانتا هوكس وسياتل سوبرسونيكس.

## روابط خارجية
- فريد فينسون على موقع إن بي أي (الإنجليزية)
- فريد فينسون على موقع سبورتس رفرنس (الإنجليزية)
- فريد فينسون على موقع كرة السلة الأوروبية.كوم (الإنجليزية)
- فريد فينسون على موقع كلية كرة السلة في سبورتس رفرنس.كوم (الإنجليزية)
- فريد فينسون على موقع ريلجم (الإنجليزية)
- فريد فينسون على موقع بروبوليرز (الإنجليزية)
- فريد فينسون على موقع سبورتس رفرنس (الإنجليزية)
- فريد فينسون على موقع سبورتس رفرنس (الإنجليزية)